# Групоїд (теорія категорій)
У теорії категорій групо́їд — це категорія, у якій усі морфізми є ізоморфізмами.
Групоїди можна розглядати як узагальнення груп. А саме, категорія, відповідна групі {\displaystyle G}, має рівно один об'єкт і по одній стрілці для кожного елементу {\displaystyle g} з {\displaystyle G}. Композиція стрілок задається як множення відповідних елементів у групі. Видно, що при цьому кожна стрілка є ізоморфізмом. Таким чином множину стрілок групоїда можна розглядати як деяку множину з частково визначеною бінарною операцією множення таку, що для кожного елементу існує лівий і правий зворотній, а також ліва і права одиниця за множенням.
Групоїди природно заміняють у теорії категорій групи симетрій і виникають при класифікації класів ізоморфних об'єктів.

## Приклади
- Будь-яка категорія, що є групою, є групоїдом.
- Нехай {\displaystyle C} — довільна категорія, а {\displaystyle D\hookrightarrow C} — підкатегорія, об'єкти якої збігаються с об'єктами {\displaystyle C}, а морфізмами є усі можливі ізоморфізми у {\displaystyle C}. Тоді {\displaystyle D} — групоїд.
- Нехай {\displaystyle X} — лінійно зв'язний топологічний простір. Тоді його фундаментальний Групоїд {\displaystyle \Pi _{1}(X)} — це 2-категорія, об'єктами якої є усі точки з {\displaystyle X}, а стрілки з {\displaystyle x\in X} у {\displaystyle y\in X} відповідають усім можливим (геометричним) шляхам з {\displaystyle x} у {\displaystyle y}:

{\displaystyle f\colon [0;1]\to X,~f(0)=x,\;f(1)=y}
Дві функції {\displaystyle f} та {\displaystyle g} задають один і той же шлях якщо існує {\displaystyle s:[0;1]\to [0;1]} так, що {\displaystyle f=g\circ s} або {\displaystyle g=f\circ s}. Композиція стрілок задається композицією шляхів:
{\displaystyle fg(t)={\begin{cases}f(2t),\;0\leqslant t\leqslant 1/2\\g(2t-1),\;1/2\leqslant t\leqslant 1\end{cases}}}
2-морфізм з {\displaystyle f} у {\displaystyle g} — це гомотопія з {\displaystyle f} у {\displaystyle g}. Фундаментальний групоїд є категоріфікацією фундаментальної групи. Його перевага у тому, що у просторі не потрібно обирати відмічену точку, так що не виникають проблеми з неканонічністю ізоморфізму фундаментальних груп у різних точках або з просторами, які мають декілька компонент зв'язності. Фундаментальна група петель з точки {\displaystyle x\in X} виникає як група 2-ізоморфних автоморфізмів об'єкта {\displaystyle x\in \Pi _{1}(X)}.
- Категорія векторних розшарувань рангу {\displaystyle n} над стягуваним простором з невиродженими відображеннями природно утворює групоїд. Це твердження лежить в основі введення поняття джерба[en] (котрий є частковим випадком стека[en]), що являє собою структуру на категорії пучків заданого типу. Джерби є геометричними об'єктами, що класифікуються групами когомологій {\displaystyle H^{2}(X,{\mathcal {G}})}, де {\displaystyle {\mathcal {G}}} — пучок Груп на {\displaystyle X}. Поняття особливо важливе у випадку неабелевих груп {\displaystyle {\mathcal {G}}}.